# Graptomyza dolichocera
Graptomyza dolichocera är en tvåvingeart som beskrevs av Kertesz 1914. Graptomyza dolichocera ingår i släktet Graptomyza och familjen blomflugor.
Artens utbredningsområde är Taiwan. Inga underarter finns listade i Catalogue of Life.